# Campaña de Jiangqiao
La campaña de Jiangqiao fueron una serie de batallas y escaramuzas que se produjeron luego del incidente de Mukden, durante la invasión de Manchuria por el Ejército Imperial Japonés durante las primeras etapas de la segunda guerra sino-japonesa. 

## Antecedentes
Luego del incidente de Mukden, el ejército de Kwantung japonés rápidamente arrasó las provincias de Liaoning y Kirin, ocupando en su avance las principales ciudades y ferrocarriles. En ese momento Wan Fulin el gobernador de la provincia de Heilongjiang se encontraba en Pekín, con lo cual el gobierno provincial estaba descabezado. Zhang Xueliang telegrafió al gobierno del Kuomintang en Nankín para solicitar instrucciones, y luego designó al General Ma Zhanshan como gobernador ejecutivo y Comandante en jefe Militar de la provincia de Heilongjiang el 16 de octubre de 1931. El General Ma Zhanshan llegó a la capital Tsitsihar el 19 de octubre y se hizo cargo del gobierno al día siguiente. Realizó reuniones de coordinación militares y personalmente inspeccionó las defensas a la vez que desalentó a aquellos que deseaban rendirse, a ellos les dijo “Yo soy el gobernador designado de esta provincia, y es mi responsabilidad defenderla, yo nunca seré un general que se rinde".

## Resistencia en el puente de Nenjiang
En noviembre de 1931, el general Ma Zhanshan decide desobedecer las órdenes del gobierno del Kuomintang en el sentido de no ofrecer resistencia a la invasión japonesa e intentar evitar que las fuerzas japonesas cruzaran hacia la provincia de Heilongjiang mediante la defensa de un puente estratégico del ferrocarril sobre el río Nonni cerca de Jiangqiao. Este puente ya había sido dinamitado con anterioridad por las fuerzas de Ma durante las peleas contra las fuerzas colaboracionistas pro japonesas del General Chang Hai-Peng.
Un grupo de constructores, protegidos por 800 soldados japoneses, comenzaron a trabajar el 4 de noviembre de 1931, pero pronto comenzaron las luchas contra tropas chinas que en un número de 2500 estaban ubicadas en las cercanías. Cada bando le disparaba al otro sin mediar provocación previa. Las escaramuzas continuaron durante tres horas, hasta que los japoneses empujaron a las tropas del General Ma hacia Tsitsihar. 
Posteriormente, el general Ma Zhanshan contraatacó con una fuerza mucho más numerosa. El general japonés Shogo Hasebe tenía el río a su izquierda y, las vías del ferrocarril a su derecha. Amplios pantanos hacían que el ala izquierda de los japoneses fuera inexpungable, forzando a Ma a concentrar su caballería contra el ala derecha de los japoneses que se encontraba expuesta. Aunque consiguió empujar a los japoneses de sus posiciones de avanzada, Ma no tuvo éxito en recapturar el puente, el cual continuó siendo reparado por los japoneses. Finalmente, Ma debió retirar sus tropas a causa de la presencia de tanques y la artillería japonesa.
Por su resistencia contra los japoneses Ma se convirtió en un héroe nacional, ya que el evento recibió amplia cobertura por parte de la prensa internacional y China. La publicidad sirvió para inspirar a que más voluntarios se enlistaran en los Ejércitos de voluntarios antijaponeses.

## Batalla de Qiqihar
El 15 de noviembre de 1931, a pesar de haber sufrido más de 400 muertos y 300 heridos desde el día 5, el general Ma rechazó el ultimátum japonés para rendir Tsitsihar . El 17, con temperaturas bajo cero, una fuerza japonesa de unos 3.500 hombres de la 2.ª División, bajo el mando del General Jirō Tamon, atacó a los 8.000 defensores de Tsitsihar , a lo largo de un frente de más de 8 kilómetros. 
La caballería japonesa cargó contra las líneas chinas, abriendo una brecha que sería aprovechada por la infantería. El flanco derecho de las tropas de Ma aguantó, mientras que la caballería china trataría en vano de rodear el flanco derecho japonés, siendo rechazados por la artillería y por la aviación japonesa. La superioridad armamentística japonesa decidió la batalla y las tropas chinas acabaron retrocediendo y huyendo hacia las heladas estepas.
Al día siguiente, Ma ordena la evacuación de Tsitsihar , dirigiéndose con sus tropas al este para defender Baiquan y Hailun. A pesar de haber sufrido numerosas bajas, una vez replegado al valle del río Nonni, logró reagrupar sus fuerzas y mantener la moral alta. Las tropas japonesas que hostigaron a los hombres de Ma a lo largo del río Nonni hasta Koshen sufrieron cuantiosas bajas. 
Al mismo tiempo, el Ejército Japonés ocupó la ciudad de Tsitsihar , asegurando el control de las tres capitales de provincia de Manchuria. Al igual que en Mukden o Kirin, establecieron un gobierno títere en Tsitsihar , con el General pro-japonés Zhang Jinghui a la cabeza. También lograron hacerse con el control de la sección central del Ferrocarril Transmanchuriano, no así con la sección oriental, aún bajo el control del General Ting Chao, en Harbin. 

## Mapas topográficos de la zona de campaña
- Chi-chi-ha-erh  nl51-2  San-chien-fang  三间房  area,  Angangxi , Tsitsihar
- Wang-yeh-miao  nl51-5  Zona del puente Nenjiang